# Plachy-Buyon
Plachy-Buyon är en kommun i departementet Somme i regionen Hauts-de-France i norra Frankrike. Kommunen ligger i kantonen Conty som tillhör arrondissementet Amiens. År 2022 hade Plachy-Buyon 863 invånare.

## Befolkningsutveckling
Antalet invånare i kommunen Plachy-Buyon
| Referens: INSEE |